# .net
Ovaj članak govori o generičkoj vršnoj domeni. Za Microsftovu tehnologiju vidi .NET.
.net je generička vršna domena (gTLD, engl. generic top-level domain) u sustavu naziva domena (engl. Domain Name System) Interneta. Jedna je od prvih sedam vršnih domena nastalih 1985. godine, uz .edu, .gov, .mil, .com, .org i .arpa. U početku je bila namijenjena za operatere mreža i pružatelje internetskih usluga, a kasnije je prenamijenjena u generičku domenu koju može posjedovati svatko.
Registar koji upravlja domenom .net od 2005. godine je Verisign, koji istovremeno upravlja i domenom .com. Mnogi registrari omogućuju registraciju .net domena.

## Povijest
net jedna je od izvornih domena najviše razine (ostalih šest su com, org, edu, gov, mil i arpa) nastala je u siječnju 1985. godine, unatoč tome što se ne spominje u RFC 920. Verisign je postao upravitelj domene .net nakon kupnje tvrtke Network Solutions i stekao ugovor koji je trajao do 30. lipnja 2005. ICANN, organizacija odgovorna za upravljanje domenama na internetu, tražila je prijedloge organizacija za upravljanje domenom .net po isteku ugovora. Verisign je vratio ugovornu ponudu i osigurao svoju kontrolu nad registrom domene .net još šest godina. Dana 30. lipnja 2011. ugovor s Verisignom automatski je obnovljen na još šest godina. To je zbog odluke koju je odobrila uprava ICANN -a, a u kojoj se navodi da će obnova biti automatska sve dok Verisign ispunjava određene zahtjeve ICANN -a. Od ožujka 2021. Verisign nastavlja upravljati domenom .net.

## Također pogledajte
- Sustav domenskih imena

## Vanjske poveznice
- IANA — .net Domain Delegation Data. www.iana.org. Pristupljeno 31. listopada 2017.
- .net - ICANNWiki. icannwiki.org (engleski). Pristupljeno 31. listopada 2017.
- Start Your .net Domains Search - Verisign. www.verisign.com (engleski). Pristupljeno 31. listopada 2017.